# Amerila leucoptera
Amerila leucoptera là một loài bướm đêm thuộc phân họ Arctiinae, họ Erebidae.